# غواؤلد

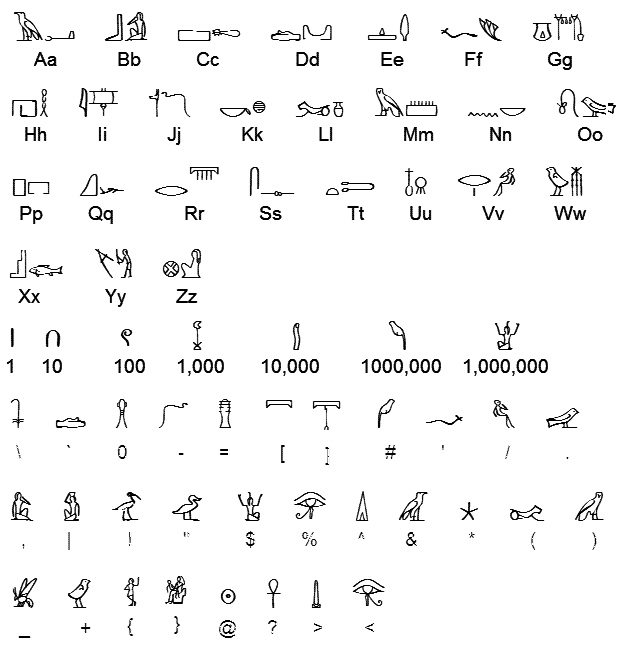

غواؤلد هم عبارة عن جنس خيالي طفيلي ظهر في مسلسل الخيال العلمي ستارغيت إس جي 1. ويعيشون عن طريق الاندماج مع الجسد المضيف (غالبا البشر) ضد ارادته. وينتج عن هذا الاندماج مخلوق بالغ القوة وطويل العمر ويتمتع بصحة ممتازة.
استخدم الغواؤلد تقنياتهم الحديثة في غزو المجرة واستعباد المخلوقات الأخرى الأضعف منهم، واجبارهم على عبادتهم كآلهة، فان رفضوا ابادوهم.
مثلوا العدو الأكبر للأرض في المواسم الثمانية الأولى من المسلسل، إلى أن نجحت الأرض في هزيمتهم بمساعدة عدد من الحلفاء كالأسغارد والتوكرا ودولة الجافا الحرة.
كلمة (الغواؤلد) الواردة في المسلسل تعني أبناء الآلهة.

## تاريخ
نشأ الغواؤلد على كوكب بي 3 إكس-888، حيث تمكنوا من حل رموز بوابة النجوم، وتنقلوا عن طريقها لأنحاء المجرة المختلفة وعندئذ بدؤوا غزوهم. وأوشكوا على الانقراض جميعا لولا اكتشاف رع (غواؤلد) لكوكب الأرض 8000 سنة قبل الميلاد، واكتشف وجود اعداد كبيرة من البشر عليه يمثلون مضيف أفضل لسهولة علاج اجسادهم بتقنية الغواؤلد. فاستعبد الغواؤلد البشر وبداوا في نقلهم إلى أنحاء المجرة المختلفة، وحولوا بعضهم إلى (جافا) كي يخدموا في جيوشهم.

## اللغة
عرف دانيل جاكسون اللغة التي يتحدثها رع بانها إحدى لغات المصريين القدماء، ويتحدثها أيضا الجافا والعديد من عبيد البشر.
أكثر كلمات لغتهم شيوعا في هذا المسلسل هي:
«شولفا» وتعني «الخائن»
«كري» ولها معاني عدة مثل «انتبه»، «صوب سلاحك»، «استمع»، «كن مستعدا»
«شابا آي» وتعني «بوابة النجوم»
«تاوري» وتعني «كوكب الأرض» أو «أرضي».

## التكنولوجيا
حصل الغواؤلد على أغلب تقنياتهم عن طريق سرقتها من الأجناس الأخرى، إلا إنه توجد بعض التقنيات التي ابتكروها بانفسهم، وإن أعتمدوا في جزء منها على تكنولوجيا الآخرين.
بعض أدوات الغواؤلد مثل سلاح العصا الخاص بالجافا تعد أدوات خاصة ببث الرعب والخوف بأكثر منها أدوات للقتل. وبعض أدوات الغواؤلد كأداة اليد وأداة العلاج تتطلب أمر عقلي ووجود ناكودا في دم المستخدم كي تعمل.

## المجتمع

### إمبراطورية الغواؤلد
في وقت بدأ مسلسل ستارغيت كان الغواؤلد هم الجنس المسيطر على مجرة درب التبانة وكانوا كذلك لآلآف السنين. وعلى رغم من كونهم يتحدون معاً في وجه الأعداء المشتركين الذين يهددون الغواؤلد ككل كالأسغارد والتاوري، إلا إنهم يتصارعون فيما بينهم مدفوعين بحب السيطرة والحكم والغرور. ويعد غرور الغواؤلد أحد أهم نقاط ضعفهم، فقد قال تيلك إنه رأي العديد من الغواؤلد يخسرون معاركهم بسبب غرورهم وتكبرهم.
يحكم الغواؤلد شعوبهم عن طريق القهر والظلم، ويقومون بأعمال تعذيب وقتل جماعي بانتظام، ويستخدمون تكنولوجيتهم المتفوقة ليقدموا أنفسهم كآلهة ويجبروا الآخرين على عبادتهم. عادة ما يهاجم الغواؤلد الحضارات المتقدمة التي يمكن أن تمثل تهديد لهم يوما ما كالريتو. بالإضافة لإنهم يكبحون من عملية التقدم التكنولوجي لقومهم.

### قادة النظام
هم مجموعة من أقوي الغواؤلد بالمجرة. يصل تعدادهم إلي حوالي 12 غواؤلد، ويتغيرون بشكل مستمر مع تغير موازين القوي فيما بين جنسهم، فيسقط القديم وينهض الجديد.
يتحكم قادة النظام في جيوش ومستعمرات وأراضي مختلفة. وقيل في حلقة لعبة عادلة بإنهم يمتلكون القدرة على إطلاق هجوم على الأرض أقوي بمائة مرة من هذا الذي أطلقه أبوفيس بنهاية الموسم الأول.
قادة النظام ليسوا مثالاً للإتحاد والتعاون، فهم يتقاتلون من أجل النفوذ والسيطرة على أراضي ومستعمرات بعضهم البعض، إلا انهم يتحدون معاً في مواجهة الأخطار المشتركة كالتوكرا والتاوري والأسغارد. ومن أهم الإستراتيجيات التي يحاربهم بها التوكرا هو إثاراتهم ضد بعضهم، والحرص على الا يصل أحدهم لقمة السيطرة. قادة النظام مسئولون عن تنفيذ معاهدة الكواكب المحمية (ستارغيت)، وإجبار الغواؤلد الآخرين على احترامها.

### إدعاء الالوهية
إحدي أهم صفات مجتمع الغواؤلد، هو قيام الغواؤلد بإدعاء الألوهية للأجناس الأضعف (غالبا البشر والجافا) من أجل الحصول على قوة وترف أكبر، بالإضافة لإجبار عبيدهم على استخراج الناكودا من أجلهم. ويقوم الغواؤلد بإقناع الكائنات البدائية بألوهيتهم عن طريق تقديم تكنولوجيتهم كما لو كانت سحراً أو عملاً من أعمال الآلهة ومن هذه الأعمال: استخدام أداة اليد، أو فتح بوابة النجوم.